# いわき短期大学
いわき短期大学（いわきたんきだいがく、英語: Iwaki Junior College）は、福島県いわき市平鎌田字寿金沢37に本部を置く日本の私立大学。1903年創立、1966年大学設置。大学の略称はIJC。

## 概観
大学全体
福島県いわき市に所在する日本の私立短期大学で、設置主体は学校法人昌平黌。
1966年に昌平黌短期大学として開学。元々は、東京都にあった昌平黌が母体となっており、商経科が設置されていたが、現在は後に新設された子ども未来科のみとなっている。
建学の精神（校訓・理念・学是）
いわき短期大学における建学の精神は「義を行い以って其の道に達す」となっている。
教育および研究
いわき短期大学には、全国の短大でも少数の儒教に関する科目として「儒学と昌平黌」と称した科目があるところが特色となっている。
学風および特色
いわき短期大学は、儒教思想に基づいた教育がベースとなっていることから、「孔子祭」と称したイベントがあるところにも特色がある。また、後に設置された東日本国際大学と同じキャンパスにある関係上、両者との結びつきは強い。

## 沿革
- 1903年
  - 東京市神田区淡路町[注 3]に東京開成中学校[注 4]内に夜学校が開設されたのが始まりとなっている[2]。
- 1923年
  - 神田駿河台へ校舎を移転。
- 1944年
  - 夜間中学を開設。
- 1948年
  - 昌平高等学校を設置。
- 1966年
  - 1月25日 左記を以て文部省[注 5]より短期大学の設置が認可される。[3]。
  - 4月1日 昌平黌短期大学（しょうへいこうたんきだいがく）として以下の学科体制にて開学[4]。
    - 商経科 入学定員100名[注 6]

  - 5月1日 学生数[6]/定員
    - 商経科 131[注 7]/100
- 1967年
  - 5月1日 学生数[7]/定員
    - 商経科 236[注 8]/200
- 1972年
  - 4月1日 いわき短期大学に改称し、かつ商経科に第二部を増設し[8]、以下の学科体制をとる[9]。
    - 商経科
      - 第一部 入学定員100名[注釈 1]
      - 第二部 入学定員90名[注釈 1]

  - 5月1日 学生数[11]/定員
    - 商経科
      - 第一部 157[注 9]/200
      - 第二部 ？[注釈 2]/90
- 1973年
  - 5月1日 学生数[12]/定員
    - 商経科
      - 第一部 140[注 10]/200
      - 第二部 ？[注釈 2]/180
- 1976年
  - 4月1日 商経科第二部の入学定員を90→50に減員[注 11]。
  - 5月1日 学生数[16]/定員
    - 商経科
      - 第一部 320[注 12]/200
      - 第二部 84[注 13]/140
- 1977年
  - 5月1日 学生数[17]/定員
    - 商経科
      - 第一部 370[注 14]/200
      - 第二部 80[注 15]/100
- 1979年
  - 4月1日 以下の学科を増設する[18]。
    - 幼児教育科 入学定員100名[注 16]

  - 5月1日 学生数[20]/定員
    - 商経科
      - 第一部 346[注 17]/200
      - 第二部 79[注 18]/100

    - 幼児教育科 138[注釈 3]/100
- 1980年
  - 5月1日 学生数[21]/定員
    - 商経科
      - 第一部 293[注 19]/200
      - 第二部 73[注 20]/100

    - 幼児教育科 268[注釈 3]/200
- 1982年
  - 4月1日 幼児教育科に史上初、男子学生が在籍。
  - 5月1日 学生数[22]/定員
    - 商経科
      - 第一部 256[注 21]/200
      - 第二部 42[注 22]/100

    - 幼児教育科 142[注 23]/200
- 1985年
  - 5月1日 学生数[23]/定員
    - 商経科
      - 第一部 252[注 24]/200
      - 第二部 23[注 25]/100

    - 幼児教育科 169[注釈 4]/200
- 1986年
  - 4月1日 別科の設置が認められ、以下の課程を設ける[注 26]。
    - 経営情報専修 入学定員50名
    - 留学生別科 入学定員30名

  - 5月1日 学生数[26]/定員
    - 商経科
      - 第一部 303[注 27]/200
      - 第二部 33[注 28]/100

    - 幼児教育科 171[注釈 4]/200
- 1987年
  - 5月1日 学生数[27]/定員
    - 商経科
      - 第一部 379[注 29]/200
      - 第二部 42[注 30]/100

    - 幼児教育科 223[注 31]/200
- 1989年
  - 4月1日 専攻科の設置が認められ、以下の課程を設ける[28]。
    - 福祉専攻 入学定員25名
- 1991年
  - 4月1日 商経科第一部の入学定員を100→170に増員[注 32]。
- 1991年
  - 5月1日 学生数[33]/定員
    - 商経科
      - 第一部 348[注 33]/270
      - 第二部 74[注 34]/100

    - 幼児教育科 258[注 35]/200
- 1992年
  - 5月1日 学生数[注 36]/定員
    -       - 第一部 425[注 37]/340
      - 第二部 68[注 38]/100

    - 幼児教育科 242[注 39]/200
- 1994年
  - 4月1日 以下の学科については、この年度で学生募集を最終とする[注 40]。
    - 商経科
      - 第一部
      - 第二部

  - 5月1日 学生数[38]/定員
    - 商経科
      - 第一部 429[注 41]/340
      - 第二部 51[注 42]/100

    - 幼児教育科 251[注 43]/200
- 1995年
  - 5月1日 学生数[39]/定員
    - 商経科
      - 第一部 204[注 44]/170
      - 第二部 25[注 45]/50

    - 幼児教育科 268[注 46]/200
- 1999年
  - 3月31日 以下の学科・専攻については左記をもって正式に廃止とする[40]。
    - 商経科
      - 第一部
      - 第二部
- 1999年
  - 5月1日 学生数[41]/定員
    - 幼児教育科 282[注 47]/200
- 2014年
  - 1月 平成26年度大学入試センター試験参加短期大学の1校となる[42]。
- 2015年
  - 1月 平成27年度大学入試センター試験参加短期大学の1校となる[43]。
- 2016年
  - 1月 平成28年度大学入試センター試験参加短期大学の1校となる[44]。
- 2025年
  - 4月 幼児教育科を子ども未来科に学科名を変更する[45]。

## 基礎データ

### 所在地
- 福島県いわき市平鎌田字寿金沢37

### 交通アクセス
- JR常磐線いわき駅下車。この駅は、特急ひたち号の停車駅でもある。

### 象徴
- いわき短期大学のカレッジマークは鳥の羽と剣をイメージしている。羽は羽根ペンでもあり、「ペンは剣より強し」という意味もある[注 48]。

## 教育および研究

### 組織

#### 学科
- 子ども未来科
  - 幼児教育コース
  - キャリア創造コース

##### 過去にあった学科
- 商経科
  - 第一部 入学定員170名[注釈 5]
  - 第二部[注 49] 入学定員50名[注釈 5]

#### 専攻科
- 福祉専攻：指定保育士養成施設に認可されている短期大学で保育士資格を取得した人が短期間で介護のスペシャリストを目指すひとのために設けられた専攻課程。修業年限は昼間部1年制であった。 入学定員25名[注 50]。

#### 別科
- 経営情報専修：通称コンピューター科とも呼ばれ、別科でありながら修業年限は本科と同じ昼間部2年制となっていた[35]。 入学定員50名
  -     - 留学生別科 入学定員30名

##### 取得資格について
- 保育士と幼稚園教諭二種免許状が幼児教育科にて取得できる。
- 過去にあった専攻科福祉専攻では介護福祉士資格が取得できた[51]。
- 過去にあった商経科Ⅰ部には中学校教諭二種免許状（社会）が設置されていた[注 51]。

### 研究
- 『いわき短期大学研究紀要』[55]
- 『いわき論集』[56]

## 学生生活

### 部活動・クラブ活動・サークル活動
- いわき短期大学のクラブ活動
  - バレーボール・バスケットボール・バドミントン・卓球・弓道・テニス・サッカー・軽音楽などがある。

### 学園祭
- いわき短期大学の学園祭は「鎌山祭」と呼ばれ毎年、概ね10月に行われている。

## 施設

### キャンパス
- 1号館：東日本国際大学と共用の教室がある。
- 5号館：幼児教育科の教室がある。

### 寮
- いわき短期大学には、「石名坂昌平寮」、「鎌田黌窓会館」、「第二黌窓会館」と称した学生寮がある。

## 対外関係

### 他大学との協定
- 放送大学[57]

### 系列校
- 東日本国際大学

## 卒業後の進路について

### 編入学・進学実績
- 本科卒業生はいわき短期大学専攻科へ進学する人が多いものとなっていた。

## 附属学校
- いわき短期大学附属幼稚園